# Gran Monte
Il Gran Monte è una breve catena montuosa delle Prealpi Giulie, che si estende da ovest (torrente Torre) ad est (Rio Bianco, Natisone), raggiungendo l'altitudine massima di 1636 m s.l.m. Monte Briniza. Confina a nord con i Monti Musi e a ovest con il Monte Chiampon. A sud, dalla valli del Torre, si trovano i paesi di Pradielis, Lusevera, Monteaperta, Cornappo, Montemaggiore (Taipana); sulla cresta si trova il Rifugio A.N.A. Monteaperta, raggiungibile solamente a piedi scegliendo diversi sentieri che partono da Monteaperta, da Cornappo, da Montemaggiore e sul versante nord da Tanamea. Il Gran Monte prosegue poi verso est sotto il nome di Monte Stol in territorio sloveno. Ospita il Parco naturale comunale del Gran Monte.

## Galleria d'immagini

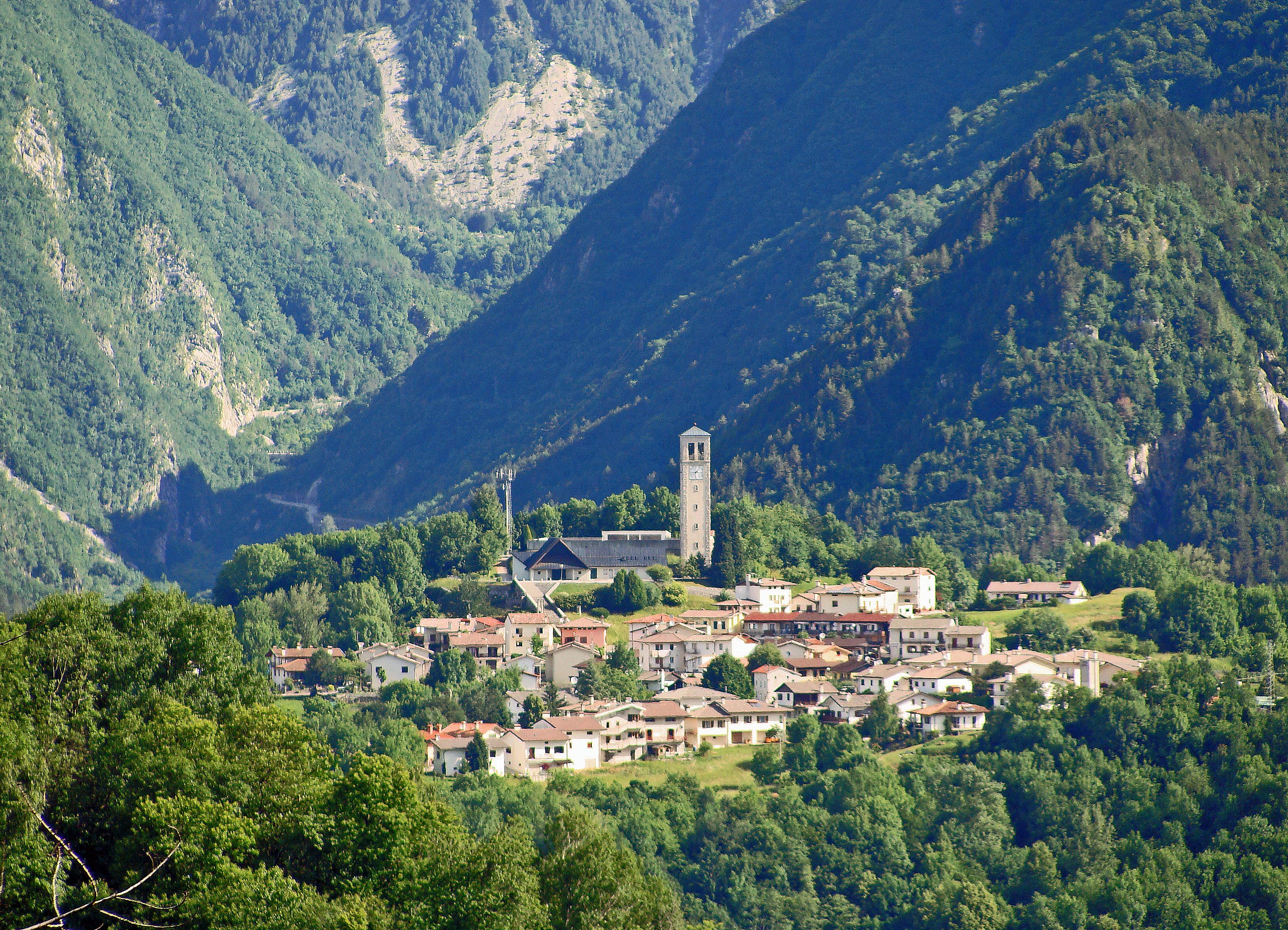
Lusevera
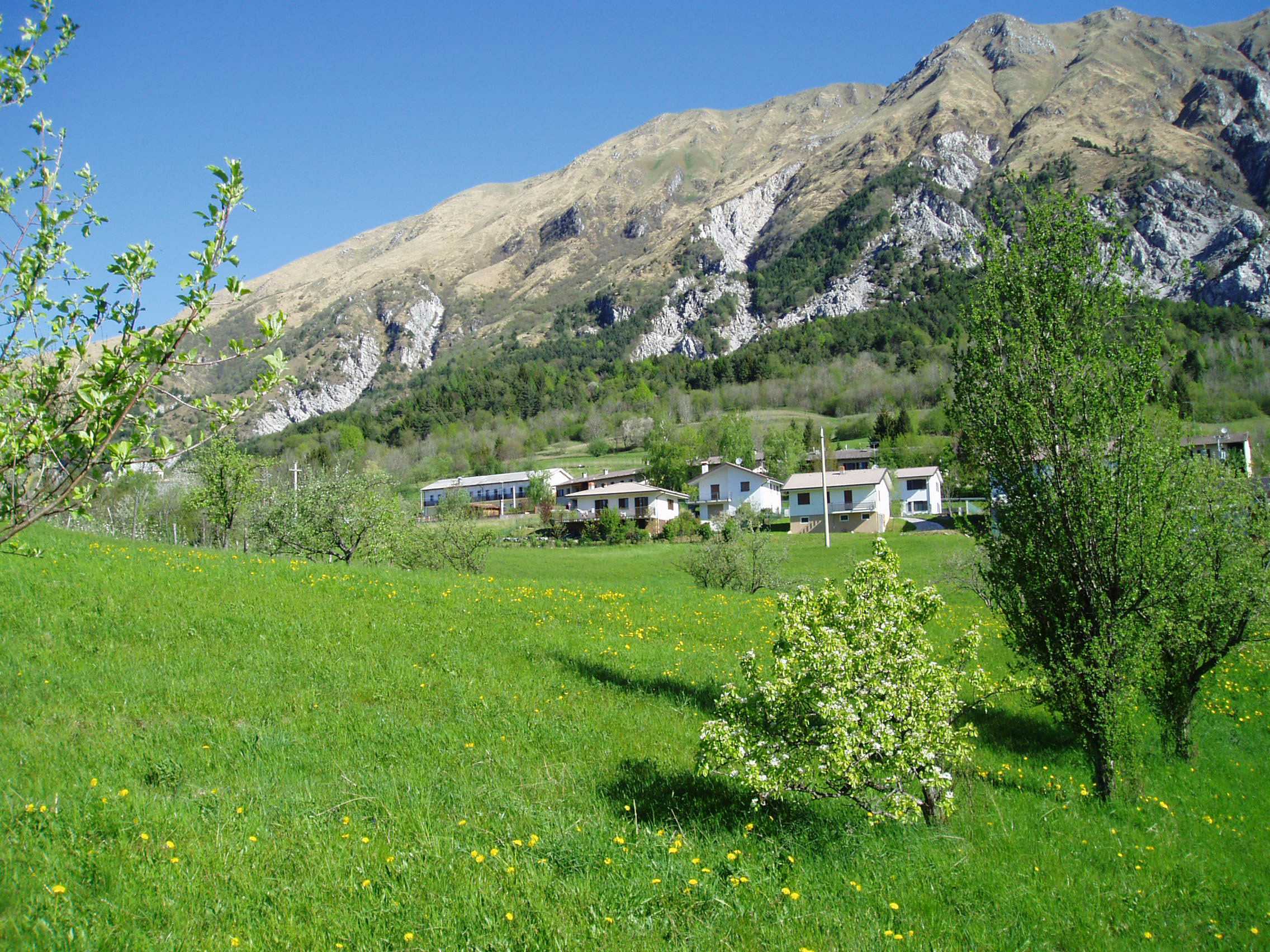
Monteaperta
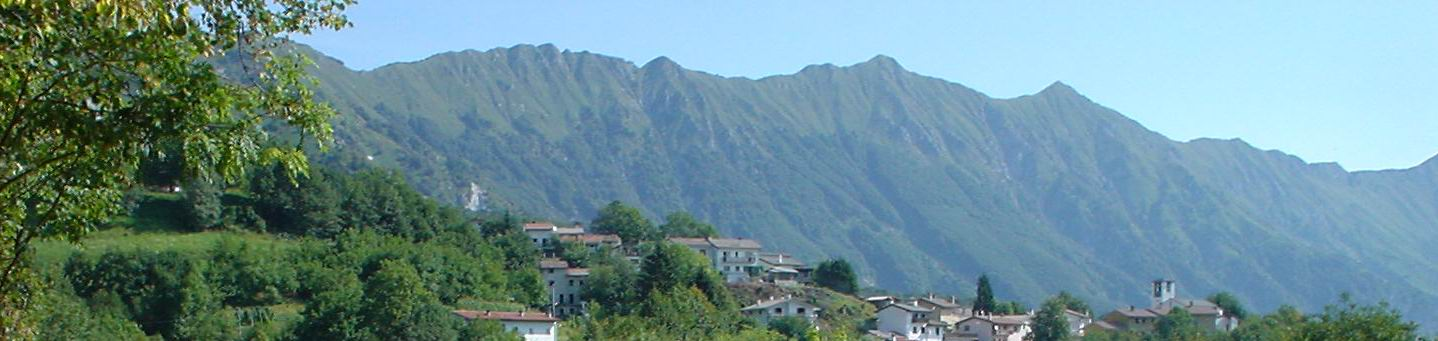
Montemaggiore (Taipana)
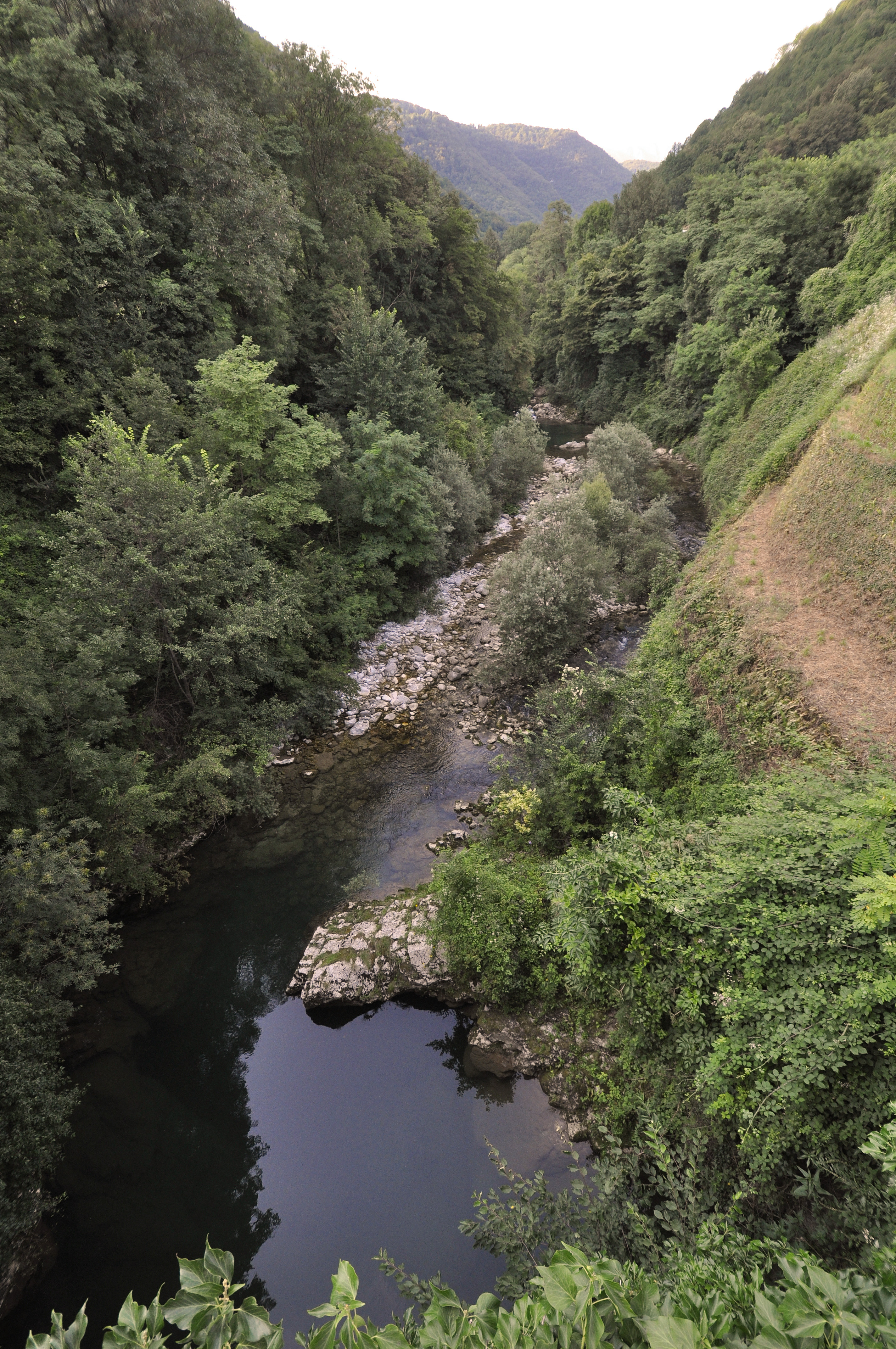
Cornappo